# Aminomonas
Aminomonas è un genere di batterio appartenente alla famiglia delle Syntrophomonadaceae.